# Uetendorf
Uetendorf est une commune suisse du canton de Berne, située dans l'arrondissement administratif de Thoune.
Selon l'Office fédéral de topographie, Uetendorf est la commune la plus éloignée de toute frontière suisse.